# Gustave Fraipont

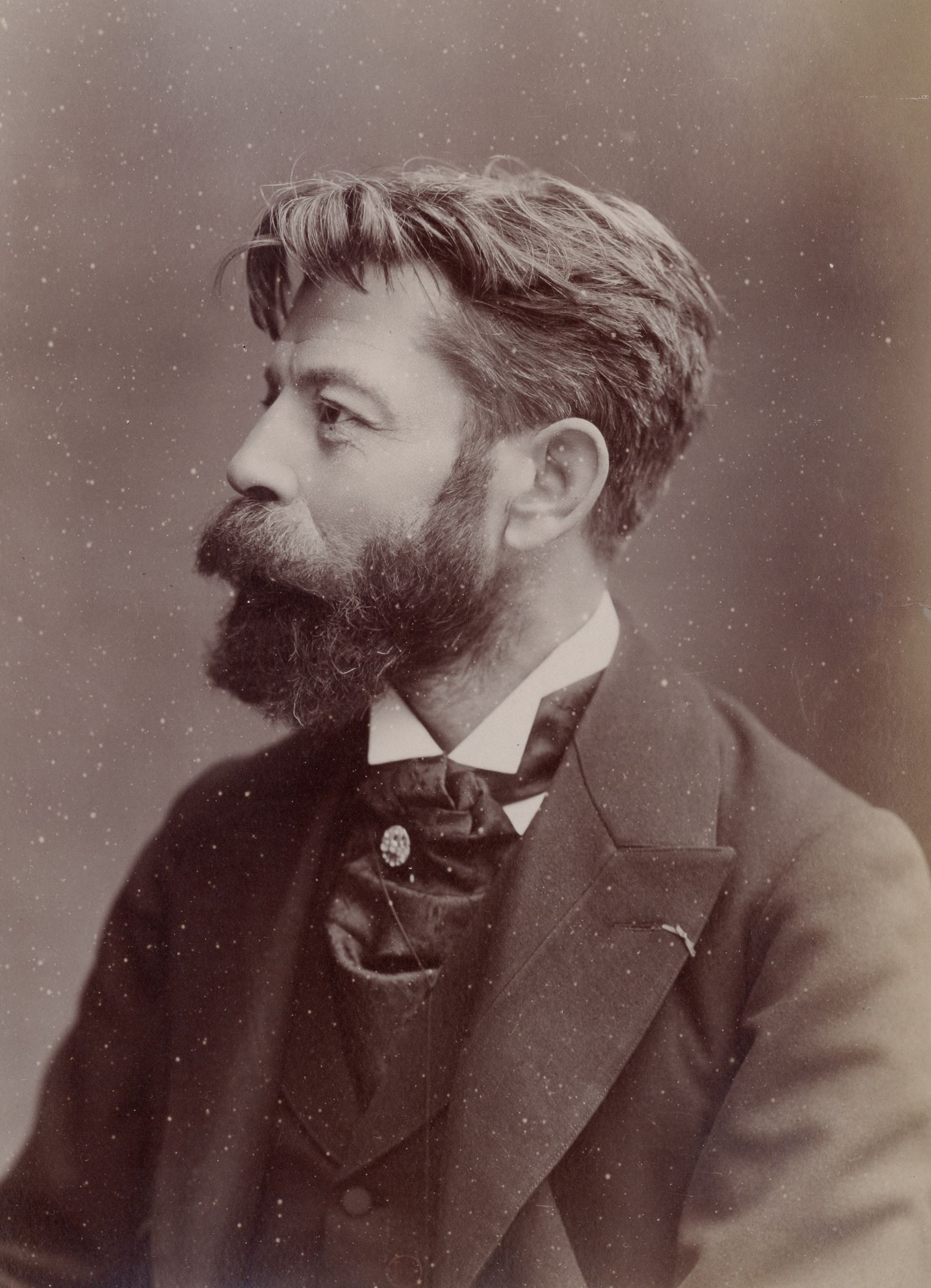
Gustave Fraipont

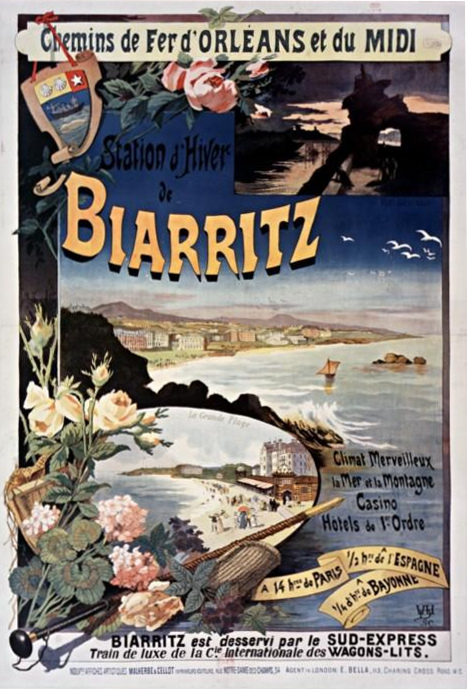
Plakat Biarritz

Gustave de Fraipont (* 9. Mai 1849 in Brüssel; † 29. April 1923 in Paris) war ein belgisch-französischer Maler, Bildhauer, Illustrator, Plakatkünstler und Schriftsteller.
Er war Schüler von Henri Hendrickx (1817–1894) und Henri de Hern. Als freischaffender Künstler wurde er in Paris tätig und erhielt die französische Staatsbürgerschaft.
Er wurde Zeichenlehrer am Maison d’éducation de la Légion d’honneur (Schule für Kinder der Ehrenlegionträger).
Er veröffentlichte eine Reihe von Lehrbüchern für Amateurkünstler. Er schrieb und illustrierte Jugendbücher, illustrierte auch Romane französischer Schriftsteller, wie Alphonse Daudet, Charles Perrault, Catulle Mendès und Ernest d’Hervilly, sowie Daniel Defoe und Karl May.
1885 lieferte er Illustrationen für die Reihe von Reisebüchern über das Küstenland Frankreichs für den Verleger Victor Palmé. Er illustrierte auch Bücher über Paris und die französischen Regionen. Er schuf viele Plakate für Eisenbahnunternehmen, einschließlich der West- und Nordbahn. Er lieferte Illustrationen an zahlreiche Zeitungen und Zeitschriften wie Le Courrier français und Paris illustré.
1905 wurde er zum offiziellen Maler der Marine ernannt.
Während des Ersten Weltkriegs lieferte er mehrere Werke für die Zeitung L’Illustration, darunter die durch den Krieg zerstörten Denkmäler: die Hallen von Ypern, die Kathedrale von Reims und das Rathaus von Arras.

## Veröffentlichungen
- L’art dans les travaux a l’aiguille (Gallica)
- L’art de peindre les fleurs à l’aquarelle (Gallica)
- L’art de peindre les marines à l’aquarelle (Gallica)
- Contes Choisis par Catulle Mendès (Gallica)